# Schwert von Großenwieden

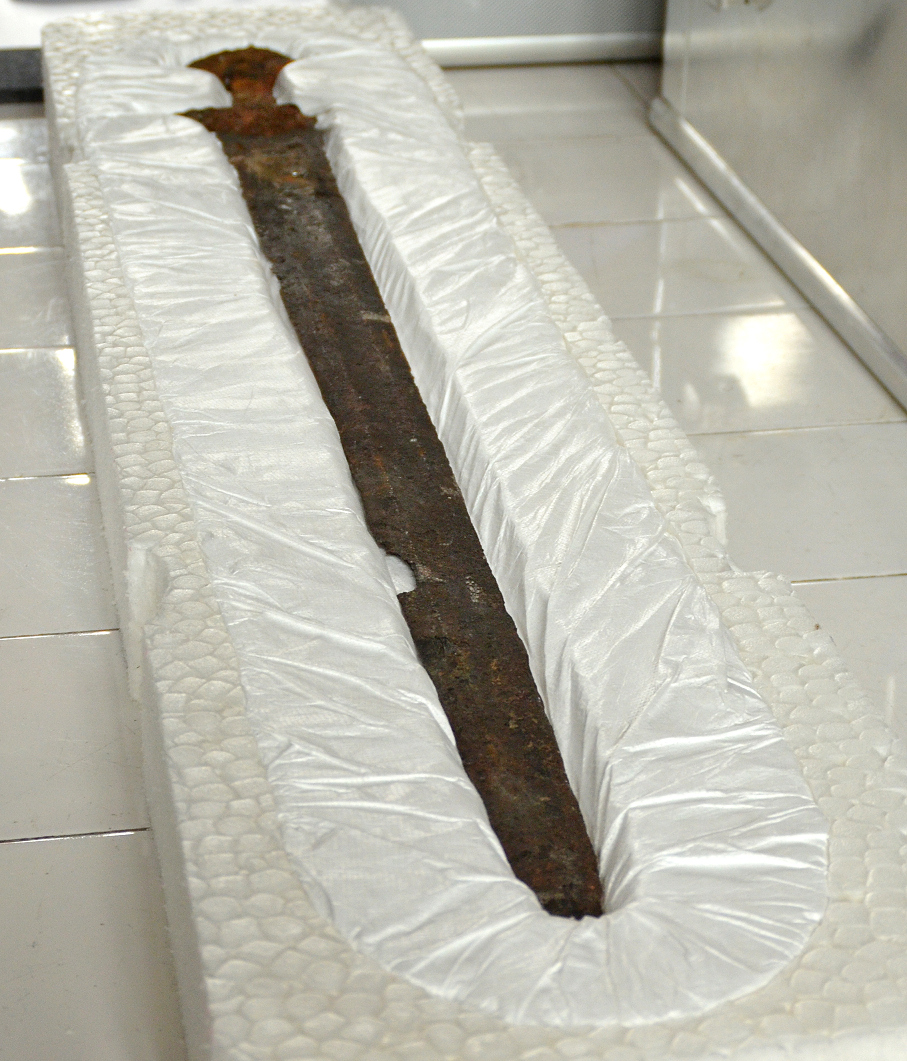
Erstpräsenation des Schwertes

Das Schwert von Großenwieden ist ein frühmittelalterliches Schwert aus dem 10. Jahrhundert, das im Jahre 2012 bei Baggerarbeiten in der Weser bei Großenwieden gefunden wurde. Die Waffe lässt sich anhand einer Klingeninschrift den Ulfberht-Schwertern zurechnen. Es ist das erste Fundstück dieser Art in Niedersachsen.

## Entdeckung

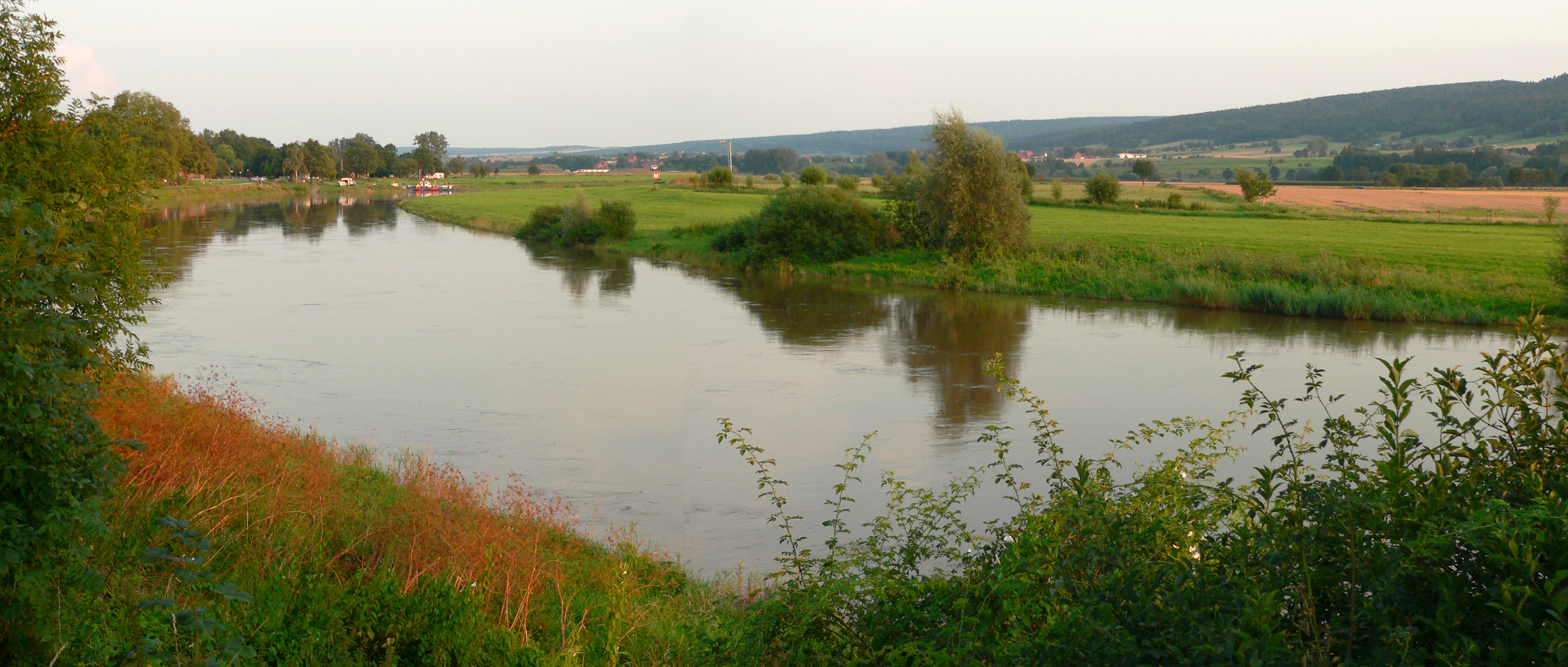
Weser bei Großenwieden

Im Frühjahr 2012 fand ein Bewohner aus Hilligsfeld das fast vollständig erhaltene Schwert, als er bei Baggerarbeiten in der Weser den Aushub beobachtete. Die Bedeutung seines Fundes erkannte der Finder erst im Gespräch mit einem in der Nähe wohnenden Archäologen und früheren Dozenten der Eberhard Karls Universität Tübingen. Der Finder stellte bei näherer Betrachtung des Schwertes die Aufschrift +VLFBERH+T fest und meldete den Fund über das Niedersächsische Landesmuseum dem Niedersächsischen Landesamt für Denkmalpflege, das ihn Anfang 2013 übernahm. Der für den Fundort zuständige Bezirksarchäologe des Landesamtes, Friedrich-Wilhelm Wulf, vermutet, dass der einstige Träger das Schwert beim Überqueren des Flusses verloren hat.

## Beschreibung

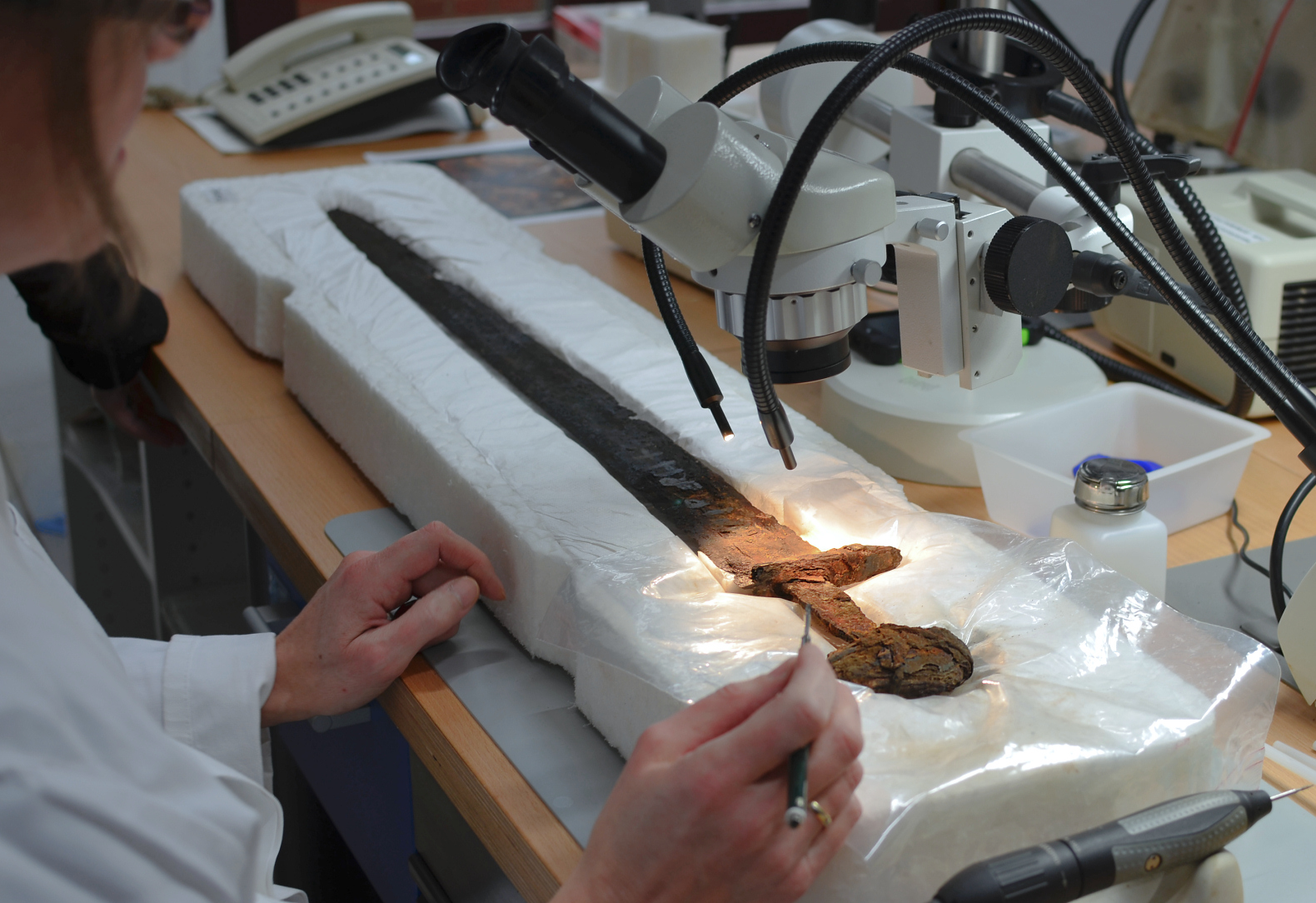
Restaurierung des Schwertes im Niedersächsischen Landesamt für Denkmalpflege

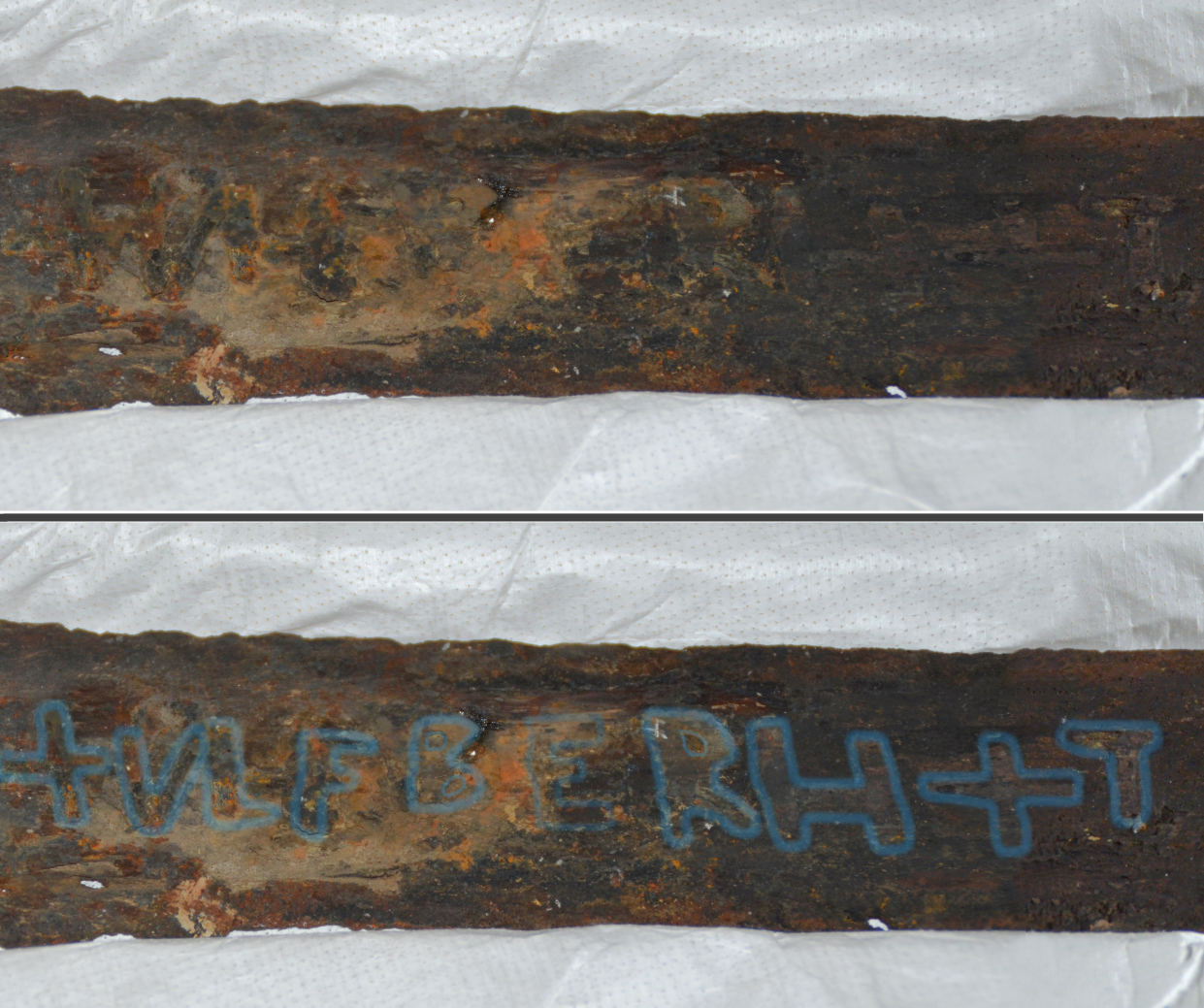
Schwertklinge mit der Aufschrift +VLFBERH+T, unten Konturen auf dem Foto nachgezeichnet

Das fast vollständig erhaltene Eisenschwert hat eine Länge von 95 cm und ein Gewicht von nahezu 1 kg. Die Klinge weist auf beiden Seiten eine flache Hohlkehle auf und ist in diesem Bereich nur 3 mm stark. Auf der Klingenvorderseite findet sich die Namenssignatur +VLFBERH+T (Ulfberht) in lateinischen Buchstaben. Sie wurde in zuvor ausgehobene Vertiefungen eingehämmert und besteht aus damasziertem Draht, der einen ähnlich hohen Nickelanteil wie Edelstahl besitzt. Auf der Klingenrückseite befindet sich eine Marke, bei der es sich um ein Rautenmuster handelt, das rechts- und linksseitig von drei senkrechten Hohlstrichen eingerahmt ist. Aufgesetzt sind eine Parierstange, die auf einer Seite nicht mehr vorhanden ist und ein linsenförmiger Knauf. Der Knauf ist mit zwei sich kreuzenden, stark gegerbten Lederbändern verziert. Das Schwert von Großenwieden weist in der Kombination von Klinge, Griff und Knauf nur zu einem einzigen Schwert Parallelen auf. Dies wurde in der nördlichen Ukraine gefunden.

## Metallurgische und archäometrische Untersuchungen
Einen Einblick in den inneren Aufbau des Schwertes lieferten röntgen- und computertomographische Untersuchungen. Metallanalysen ergaben, dass die Schwertklinge aus Eisen verschiedener Qualitäten gefertigt ist. An belasteten Bereichen ist es aus hochwertigem, gehärtetem Material gefertigt, das qualitativ an modernen Stahl heranreicht. Dagegen ist das Eisen der Parierstange und des Griffes, der mit Blechen aus einer Zinn-Blei-Legierung verziert ist, etwas weicher. Insgesamt handelte es sich bei dem Schwert wegen seiner Stabilität, Elastizität und Leichtigkeit um eine hocheffiziente Waffe.
Die weitere Analyse erfolgte mit der nahezu zerstörungsfreien Methode der Laserablation in Verbindung mit Massenspektrometrie. Dabei ließ sich durch die Isotopenanalyse der Spurenelementfingerabdruck der Bleianteile in der Griffverzierung ermitteln, der auf eine Erzlagerstätte im Hintertaunus hinweist. Die metallurgischen Untersuchungen erfolgten durch das Institut für Anorganische Chemie der Universität Hannover. Sie wurden dort durch den Arbeitskreis Archäometrie um den Chemiker Robert Lehmann vorgenommen, der bei niedersächsischen Archäologieprojekten als Hauptanalytiker für Metalluntersuchungen tätig ist.
In einem 2023 veröffentlichten Aufsatz stellte ein anderer Autor fest, dass die verwendete Messmethode nicht dazu geeignet ist, die Qualität des Schwertes zu beurteilen. Dazu wären neue Untersuchungen erforderlich.

## Kulturhistorische Einordnung

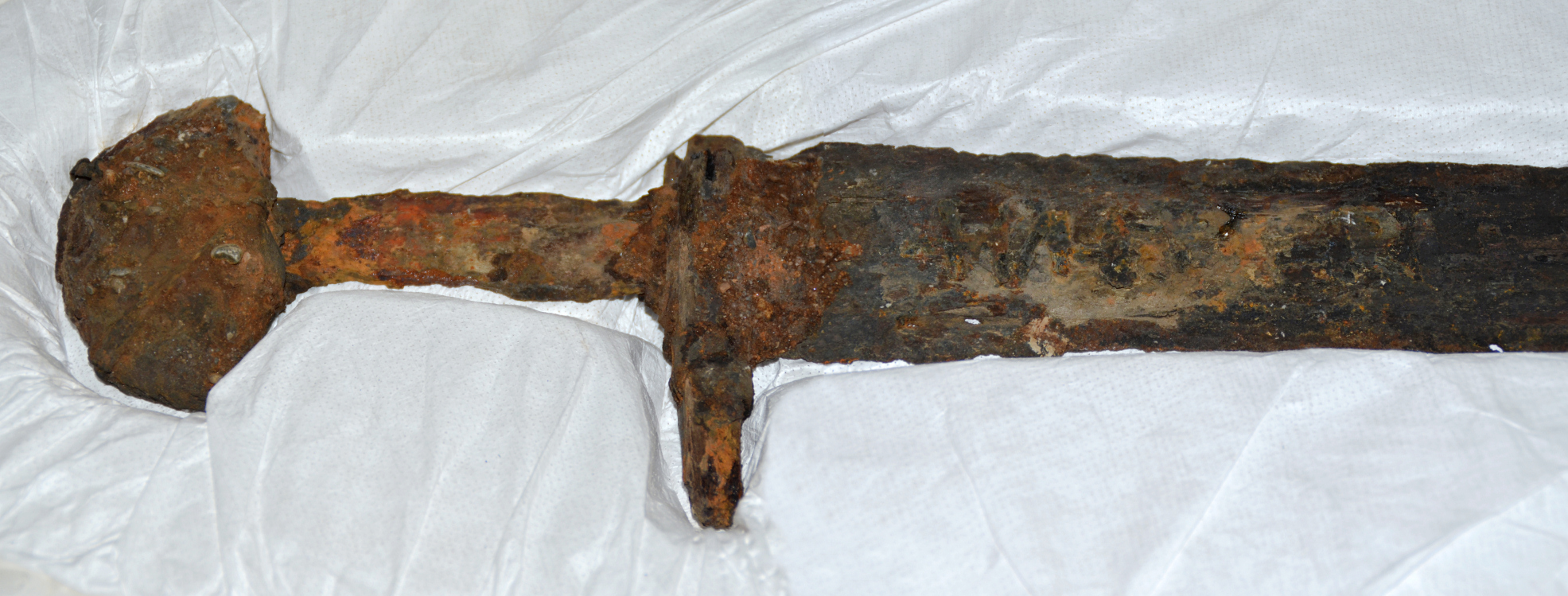
Knauf, Griff, Parierstange und Klinge mit der schwach lesbaren Aufschrift +VLFBERH+T

Schwerter mit der Klingeninschrift Ulfberht wurden im fränkischen Reich während der Karolinger- und Ottonenzeit vom späten 8. Jahrhundert bis ins 10. Jahrhundert, zum Teil auch bis ins 11. Jahrhundert, gefertigt. Laut dem Bezirksarchäologen des Niedersächsischen Landesamtes für Denkmalpflege, Friedrich-Wilhelm Wulf, könnte der Namensgeber ein Schmied, ein Herrscher oder auch ein Bischof gewesen sein. Bisher wurden europaweit fast 170 Exemplare in 23 Ländern gefunden. Etwa 90 % der Schwerter fanden sich im damals noch heidnischen Nord- und Osteuropa von Island bis in die Ukraine. Dies waren frühere Gebiete von Wikingern und Slawen, wo Ulfberht-Schwerter als Grabbeigaben in Kriegergräbern entdeckt wurden. In ihrem Herstellungsbereich im fränkischen Kerngebiet sind die Schwerter selten zu finden, was auf die christliche, beigabenlose Grabausstattung zurückzuführen ist. Dagegen finden sich in Mitteleuropa derartige Schwerter oft in Flüssen.
Wegen der in lateinischen Buchstaben aufgebrachten Klingeninschrift Ulfberht wird eine Herkunft aus dem fränkischen Reich angenommen. Lange wurde als Herstellungsgebiet dieser Schwerter Rheinfranken vermutet, während in jüngerer Zeit die Produktion eher an Bischofssitzen oder in Klöstern im fränkischen Kerngebiet gesehen wird. Der Chemiker Robert Lehmann vom Institut für Anorganische Chemie zieht als Werkstatt des Schwertes die Klöster Lorsch oder Fulda in Betracht, wo Waffenproduktion historisch belegt ist. Er hatte den unweit gelegenen Hintertaunus als Erzlagerstätte des Metalls identifiziert, aus dem das Schwert hergestellt ist.

## Präsentation

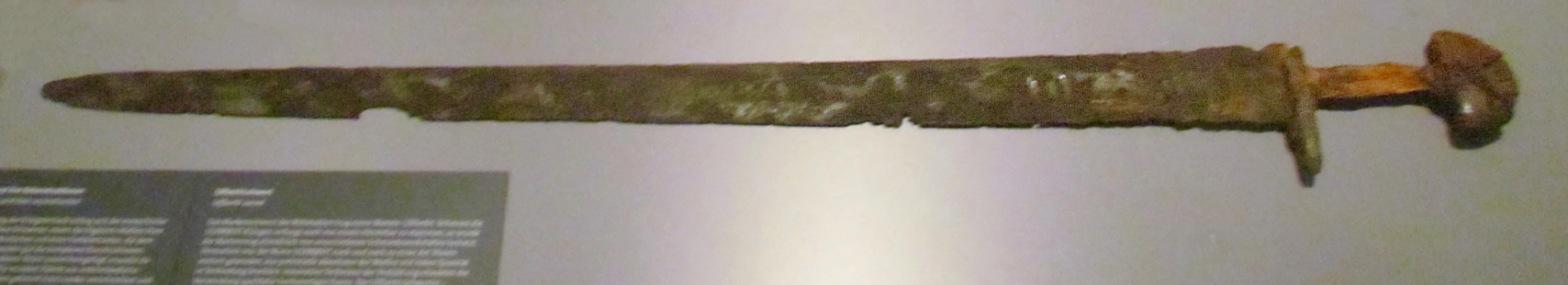
Schwert von Großenwieden

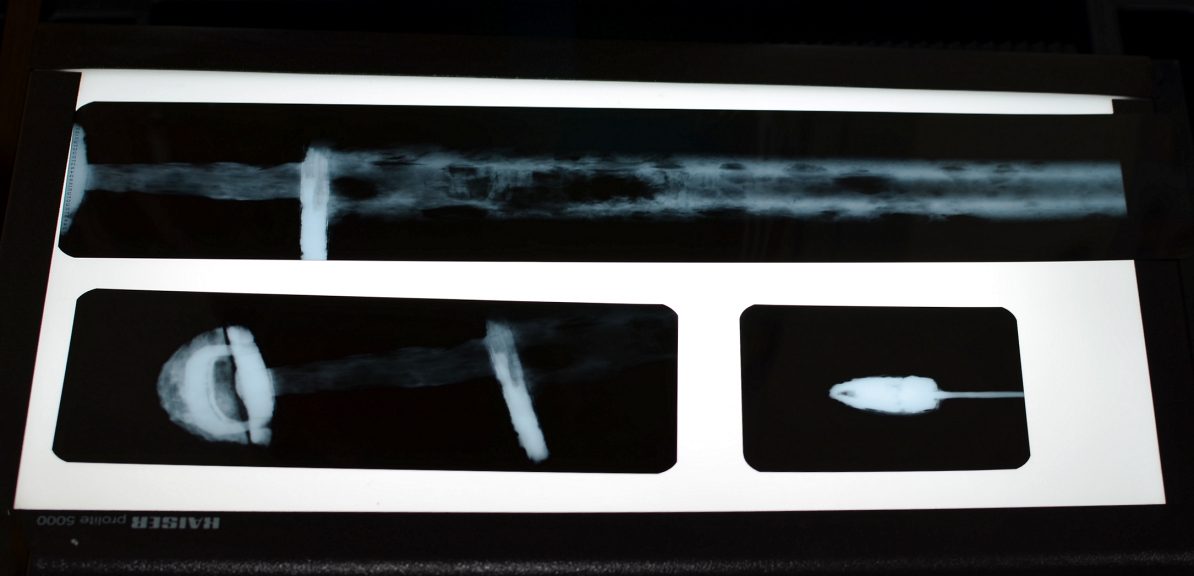
CT-Aufnahme von Schwert und Knauf

Der Öffentlichkeit wurde das 2012 gefundene Schwert nach Restaurierung, Dokumentation und verschiedenen Untersuchungen erstmals am 29. Juli 2014 vorgestellt. Dies erfolgte in der Universität Hannover in Anwesenheit des Präsidenten Erich Barke, der Niedersächsischen Ministerin für Wissenschaft und Kultur Gabriele Heinen-Kljajić und des Leiters des Niedersächsischen Landesamtes für Denkmalpflege Stefan Winghart. Bei diesem Anlass erläuterten Wissenschaftler die interdisziplinäre Erforschung des Fundes. Die Restaurierungen und Konservierungsarbeiten am Schwert waren Mitte 2015 abgeschlossen. Ab dem Herbst 2015 soll es in der Dauerausstellung des Niedersächsischen Landesmuseum in Hannover zu sehen sein. Für eine Präsentation in der Nähe des Fundortes, wie im Museum Rinteln oder im Rathaus von Hessisch Oldendorf, wird mittels Stereolithografie die Anfertigung von täuschend echten Kopien erwogen.
Vom 21. September 2018 bis 6. Januar 2019 wurde das Schwert im Martin-Gropius-Bau in Berlin in der Ausstellung Bewegte Zeiten. Archäologie in Deutschland gezeigt, die aus Anlass des Europäischen Kulturerbejahres 2018 stattfand.